# NGC 4959
NGC 4959 est une galaxie lenticulaire relativement éloignée et située dans la constellation des Chiens de chasse. Sa vitesse par rapport au fond diffus cosmologique est de 9 969 ± 18 km/s, ce qui correspond à une distance de Hubble de 147 ± 10 Mpc (∼479 millions d'al). NGC 4959 a été découverte par l'astronome britannique John Herschel en 1827.
Le professeur Seligman et Wolfgang Steinicke classent cette galaxie comme une spirale, mais aucun bras n'est réellement visible sur l'image du relevé SDSS. Selon la base de données NASA/IPAC, la morphologie de cette galaxie est de type compact et aucune classification ne lui est attribuée.
En raison d'une brillance de surface égale à 14,02 mag/am2, on peut qualifier NGC 4959 de galaxie à faible brillance de surface (LSB en anglais pour low surface brightness). Les galaxies LSB sont des galaxies diffuses (D) avec une brillance de surface inférieure de moins d'une magnitude à celle du ciel nocturne ambiant.